# Falling in Love (canción de McFly)
«Falling in Love» —en español: «Enamorarse»— es el cuarto y último single de la banda británica McFly tomado del álbum Radio:ACTIVE.

## Vídeo musical
El videoclip de «Falling in Love» está compuesto por imágenes del concierto celebrado en Londres recogido en el DVD Radio:ACTIVE Live At Wembley.

## Lista de canciones
| Sencillo de promoción |                                        |          |  |
| N.º                   | Título                                 | Duración |  |
| 1.                    | «Falling in Love» (edición para radio) | 3:31     |  |

| EP Digital |                                        |          |  |
| N.º        | Título                                 | Duración |  |
| 1.         | «Falling in love» (edición para radio) | 3:31     |  |
| 2.         | «Falling in love» (videoclip)          | 3:40     |  |

## Historial de lanzamientos
| País           | Fecha                   | Discográfica       | Formato                   |
| -------------- | ----------------------- | ------------------ | ------------------------- |
| Reino Unido    | 4 de abril de 2009      | Super Records      | Descarga digital, promo   |
| Brasil         | 7 de mayo de 2009       | EMI Music Brasil   | Airplay, descarga digital |
| Portugal       | 12 de mayo de 2009      | EMI Music Portugal | Airplay, descarga digital |
| España         | 12 de diciembre de 2009 | EMI Music Spain    | Airplay                   |
| Estados Unidos | 3 de abril de 2009      | EMI Music USA      | CD, DVD, Discman          |

## Posicionamiento en las listas de ventas
| Lista de ventas    | Posición más alta |
| ------------------ | ----------------- |
| UK Singles Chart   | 87                |
| Los 40 Principales | 23                |

## Personal
- Danny Jones - compositor, guitarra, voz principal, productor ejecutivo.
- Tom Fletcher - compositor, guitarra, voz principal, piano, teclado.
- Harry Judd - batería, percusión.
- Dougie Poynter - bajo, coros.
- Jason Perry - compositor, productor
- Tom Lord-Alge - mezcla
- Ted Jensen - masterización